# Premna hispida
Espèce
Synonymes
- Gumira hispida (Benth.) Kuntze[1]

Premna hispida est une espèce de plantes à fleurs de la famille des Lamiaceae et du genre Premna, présente en Afrique tropicale, utilisée comme plante médicinale.